# Liga Centralna w piłce ręcznej mężczyzn
Liga Centralna w piłce ręcznej mężczyzn – druga w hierarchii rozgrywkowej klasa ligowych rozgrywek piłki ręcznej mężczyzn w Polsce. Wyższy poziom ligowy stanowi Superliga, a niższy I liga. Zmagania w jej ramach toczą się co sezon systemem kołowym, a nad organizacją rozgrywek czuwa ZPRP. W rywalizacji uczestniczy 14 zespołów. Drużyna która zajmie pierwsze miejsce w zmaganiach otrzymuje bezpośredni awans do Superligi, drugie miejsce rozgrywa dwumecz barażowy z przedostatnią drużyną najwyższej klasy rozgrywkowej, natomiast dwie najgorsze drużyny zostają bezpośrednio zdegradowane do I ligi.

## Historia
Centralna liga w piłce ręcznej została utworzona w 2021 roku.  Jej utworzenie argumentowane było podniesieniem jakości rozgrywek w ligach niższych niż Superliga, oraz możliwości szybszej profesjonalizacji piłki ręcznej w Polsce. W historycznym pierwszym sezonie 2021/2022 triumfatorem została Ostrovia Ostrów Wielkopolski, a promocje do baraży o Superligę otrzymał KPR Legionowo.
W sezonie 2023/2024 ZPRP zadecydował o powiększeniu liczby drużyn do piętnastu. Dodatkowe miejsce przyznano zwycięzcy SMS Cup 2023, zespołowi Szkoły Mistrzostwa Sportowego z Kielc. W następnym roku (2024/25) zdecydowano o powrocie do formatu rozgrywek, w którym występowało 14 zespołów. Na skutek pozostania KPR Legionowo w Superlidze, w Lidze Centralnej zwolniło się jedno miejsce. Przyznane ono zostało Grunwaldowi Poznań, który przegrał baraż o promocje z Anilaną Łódź.

## Triumfatorzy
| Sezon     | 1. miejsce                       | 2. miejsce           | 3. miejsce         |
| --------- | -------------------------------- | -------------------- | ------------------ |
| 2021/2022 | KPR Ostrovia Ostrów Wielkopolski | KPR Legionowo        | AZS Biała Podlaska |
| 2022/2023 | KPR Legionowo                    | Handball Stal Mielec | AZS Biała Podlaska |
| 2023/2024 | Śląsk Wrocław                    | KPR Padwa Zamość     | GKS Żukowo         |
| 2024/2025 | Handball Stal Mielec             | Jurand Ciechanów     | Pogoń Szczecin     |